# Arthur Meighen
 (avril 2021).
Si vous disposez d'ouvrages ou d'articles de référence ou si vous connaissez des sites web de qualité traitant du thème abordé ici, merci de compléter l'article en donnant les références utiles à sa vérifiabilité et en les liant à la section « Notes et références ».
Arthur Meighen (né le 16 juin 1874 à Anderson (en) (Ontario) et mort le 5 août 1960 à Toronto) est un professeur, avocat, banquier et homme d'État canadien. Il est le 9e premier ministre du Canada, du 10 juillet 1920 au 29 décembre 1921, puis exerce de nouveau cette fonction du 29 juin au 25 septembre 1926.

## Biographie
Né de parents fermiers, il fait ses études à l'Université de Toronto, dont il sort muni d'un B.A. en mathématiques. Il travaille ensuite comme professeur avant d'aller à Portage la Prairie, Manitoba, où il exerce à la barre. Son parcours politique débute peu après.

## Carrière politique
Meighen est élu député à la Chambre des communes du Canada pour la première fois en 1920 dans la circonscription de Portage sous les couleurs du Parti conservateur. Il devient rapidement célèbre par ses discours. En 1913, il crée un mouvement pour clore la discussion durant le débat sur l'aide navale et permettre au gouvernement de donner un quart du budget à l'Angleterre pour la construction de cuirassés (la décision est plus tard révoquée par le Sénat, en 1914).
Peu après, il rejoint le gouvernement du premier ministre Robert Laird Borden comme solliciteur général, un poste où il reste jusqu'en 1917. En 1915, il devient également consultant privé. En 1917, il est nommé brièvement secrétaire d'État et ministre des Mines. Quand le gouvernement de coalition se forme en 1917, Meighen est nommé ministre de l'Intérieur et surveillant-général des Affaires indiennes. Il occupe ce poste jusqu'en 1920, recevant entre-temps (en 1919) la charge supplémentaire du ministère des Mines (qu'il connaissait déjà).

### Premier ministre
Lorsque le premier ministre Borden démissionne en 1920, le premier choix de la coalition comme successeur est William Thomas White, le ministre des Finances de 1911 à 1919. Cependant, White décline l'invitation faite par le gouverneur général du Canada, le duc de Devonshire, d'être nommé premier ministre. Devonshire demande alors à Meighen de diriger le gouvernement de coalition. Celui-ci accepte et le 10 juillet 1920, il devient premier ministre.
Comme premier ministre, sa seule réussite est de convaincre le gouvernement britannique dirigé par David Lloyd George de ne pas renouveler l'alliance avec le Japon.
Mais le gouvernement de coalition devient très impopulaire au cours de l'année 1921 et, lors des élections de cette année-là, la coalition est battue par celle du Parti libéral du Canada et du Parti progressiste du Canada.

### Chef d'opposition
Meighen est lui-même battu dans sa circonscription de Portage la Prairie. Mais, il est réélu l'année suivante lors d'une élection partielle dans la circonscription de Grenville située dans l'est de l'Ontario. Il devient chef du Parti conservateur et chef de l'opposition.
Lors de l'élection de 1925, le Parti conservateur remporte un grand nombre de sièges sans parvenir à remporter la majorité absolue. Le premier ministre Mackenzie King reste en poste en s'associant avec le Parti progressiste. En 1926, un scandale au sein du ministère des Douanes et de l’Accise sonne le glas de la coalition entre les libéraux et les progressistes. Craignant une possible défaite du gouvernement dans un vote de défiance à la Chambre des communes, le premier ministre King demande au gouverneur général, le baron Julian Byng, de dissoudre le Parlement. Celui-ci refuse compte tenu du peu de temps écoulé depuis la dernière élection et du nombre plus important de sièges obtenus par les conservateurs. King démissionne et, le 29 juin 1926, le gouverneur général demande à Meighen de former un nouveau gouvernement.

### Premier ministre de nouveau
Son deuxième mandat comme premier ministre est compromis quasiment dès son entrée en fonction. En effet, King, toujours chef du Parti libéral, réussit à rallier assez de députés pour faire adopter une motion de confiance à la Chambre des communes, dès le troisième jour d'existence du gouvernement conservateur de Meighen. Meighen suggère alors au gouverneur général de dissoudre le Parlement, ce à quoi Byng se résout cette fois.

### Victoire des libéraux
Toutefois, la campagne électorale et l'élection se soldèrent par une « victoire surprise » du parti libéral qui obtient la majorité, Meighen étant lui-même à nouveau battu dans sa circonscription de Portage la Prairie. Ce nouvel échec le contraint à démissionner, à la fois du poste de premier ministre et de celui de chef du Parti conservateur, et à abandonner temporairement la vie politique. Son deuxième mandat aura duré moins de trois mois.
Meighen se lance alors dans les affaires en acceptant un poste de vice-président et chef du contentieux d'une maison de courtage et de placement de Winnipeg, la Canadian General Securities Limited. Cette dernière cherche à se développer et à s'établir à Toronto.

### Sénateur
En 1932, il est nommé au sénat, et joint le gouvernement du premier ministre R. B. Bennett comme chef du gouvernement au sénat et ministre d'État jusqu'en 1935. De 1935 à 1942, il est chef de l'opposition au sénat. En 1941, il redevient chef du Parti conservateur, après la défaite de Robert James Manion. Il démissionne de son siège de sénateur en 1942, et tente de se faire élire à la Chambre des communes dans la circonscription de York-Sud en Ontario. À la surprise générale, Meighen est battu, et se résout à démissionner du poste de chef du Parti conservateur et à se retirer définitivement de la vie politique.

## Archives
Il y a un fonds d'archives Arthur Meighen à Bibliothèque et Archives Canada. Il est composé de 27,6 mètres de documents textuels. 